# Pollia japonica
Pollie du Japon
Espèce
Pollia japonica, connu sous le nom de pollia d'Asie de l'Est (East Asian pollia en anglais) en anglais, Yabumyoga ( ヤブミョウガ ) en japonais, dùruò ( 杜若 ) en chinois, ou plus simplement  Pollie du Japon en français  est une espèce de plantes à fleurs de la famille des Commelinaceae. C'est une plante vivace originaire d'Asie de l'Est. Sa niche est dans les sous-bois, en forêt jusqu'à 1200 m d'altitude. Elle est originaire des provinces chinoises de l' Anhui, du Fujian, du Guangdong, du Guangxi, du Guizhou, du Hubei, du Hunan, du Jiangxi et du Sichuan. On la trouve également à Taïwan, au Japon, en Corée et au Vietnam,.

## Description
Pollia japonica est avant tout une plante de sous-bois , de lisière, comme pas mal de plantes d’Asie tempérée , que l’on peut cultiver sous nos latitudes, elle a une bonne résistance au froid; et supporte bien jusqu’à -15°C (Zone USDA: 8a). Elle drageonne un peu mais sans devenir envahissante, et trouve sa place parmi des petits palmiers de sous-bois (Chamaedorea radicalis, ou C. microspadix) , ou des fougères, ou d’autres misères . Cette Pollia est parfaitement rustique et ne pose pas la question de la protection hivernale. Mais si vous lui offrez un petit paillis de feuilles mortes, elle n'en sera que plus rapide a repartir au printemps.
Son feuillage luxuriant a une petite pointe d’exotisme, il est remarquable par ses rosettes de feuilles lustrées et pointues, portées par une tige qui rappelle certaines misères tropicales, style Dichorisandra thyrsiflora une autre Commelinaceae. Elle offre à l'automne des panicules terminales lâches de petites fleurs blanches de moins de un cm de large. Les fleurs sont suivies de fruits bleus de 0.5 cm de diamètre (capsules ressemblant à des baies), qui offrent des graines qui peuvent germer très facilement quand elles sont fraiche.